# 波羅伊區

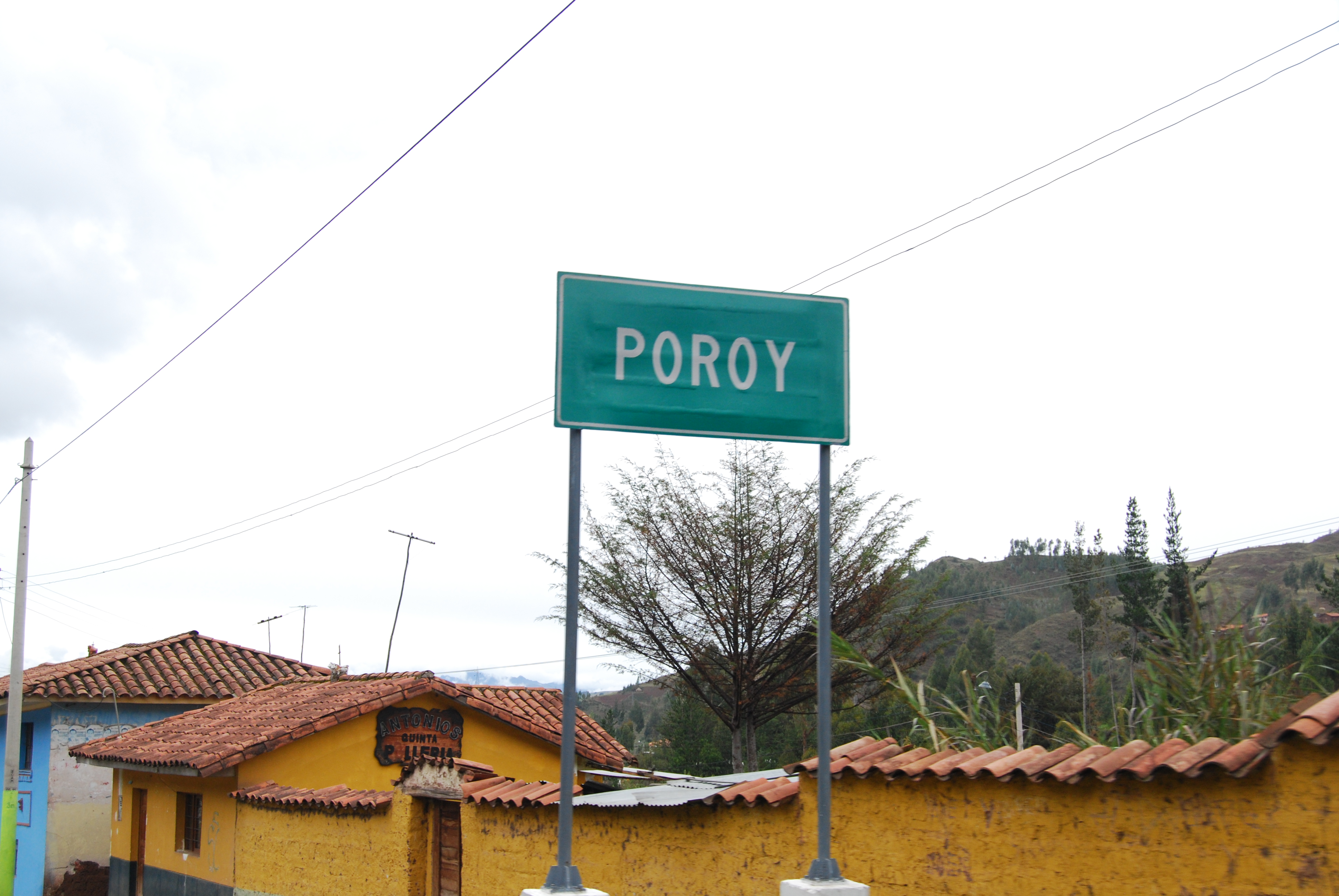
秘鲁库斯科省波羅伊區的一个城镇标识牌

波羅伊區（西班牙語：Distrito de Poroy），是秘魯的一個區，位於該國南部庫斯科大區的庫斯科省，始建於1941年2月20日，面積14.96平方公里，海拔高度3,570米，2005年人口4,452，人口密度每平方公里300人。